# Balahi
Balahi són un grup de turons de l'Índia, a l'estat de Maharashtra, districe de Bhandara.
Estan situades a uns 10 km a l'oest de Bhandara i la seva altura mitjana és de 150 metres. Ocupen una superfície formada per una circumferència d'un perimetre d'uns 35 kilòmetres.